# Estudio Op. 25, n.º 9 (Chopin)

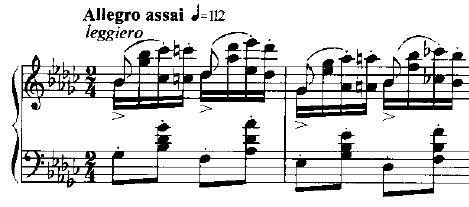
Comienzo del Estudio Op. 25, n.º 9.

El Estudio Op. 25, n.º 9 en Sol bemol mayor es un estudio para piano solo compuesto por Fryderyk Chopin entre 1832 y 1834. También se conoce por el título de "Le papillon" (del francés, "La mariposa"), aunque este título no le fue dado por el propio Chopin, lo cual sucede con otras muchas de sus piezas. Acerca de este tema el pianista Arthur Friedheim afirmó que "mientras que algunos títulos eran superfluos, éste no es adecuado".[cita requerida]
El Estudio Op. 25, n.º 9 es muy recurrente entre los pianistas de jazz y se interpreta a menudo con un toque de jazz o swing.[cita requerida]

## En la cultura popular
- Este estudio aparece en la película El truco final, cuando el personaje de Robert Angier (interpretado por Hugh Jackman) se dispone a efectuar un truco con una jaula de pájaro. Se cita como "Butterfly Étude" en los créditos finales.[cita requerida]